# Berryessa Snow Mountain National Monument

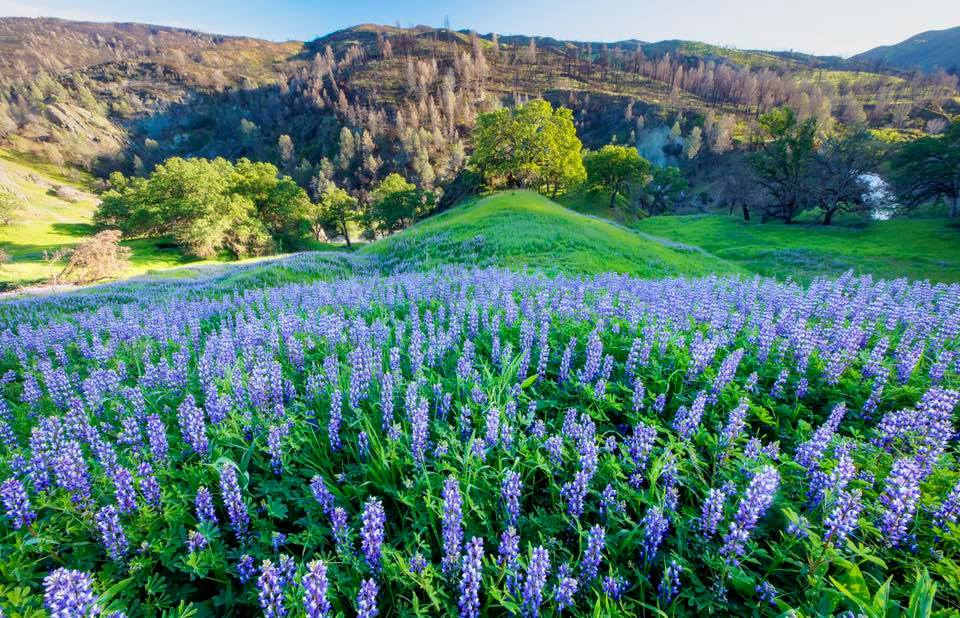
Berryessa Snow Mountain National Monument

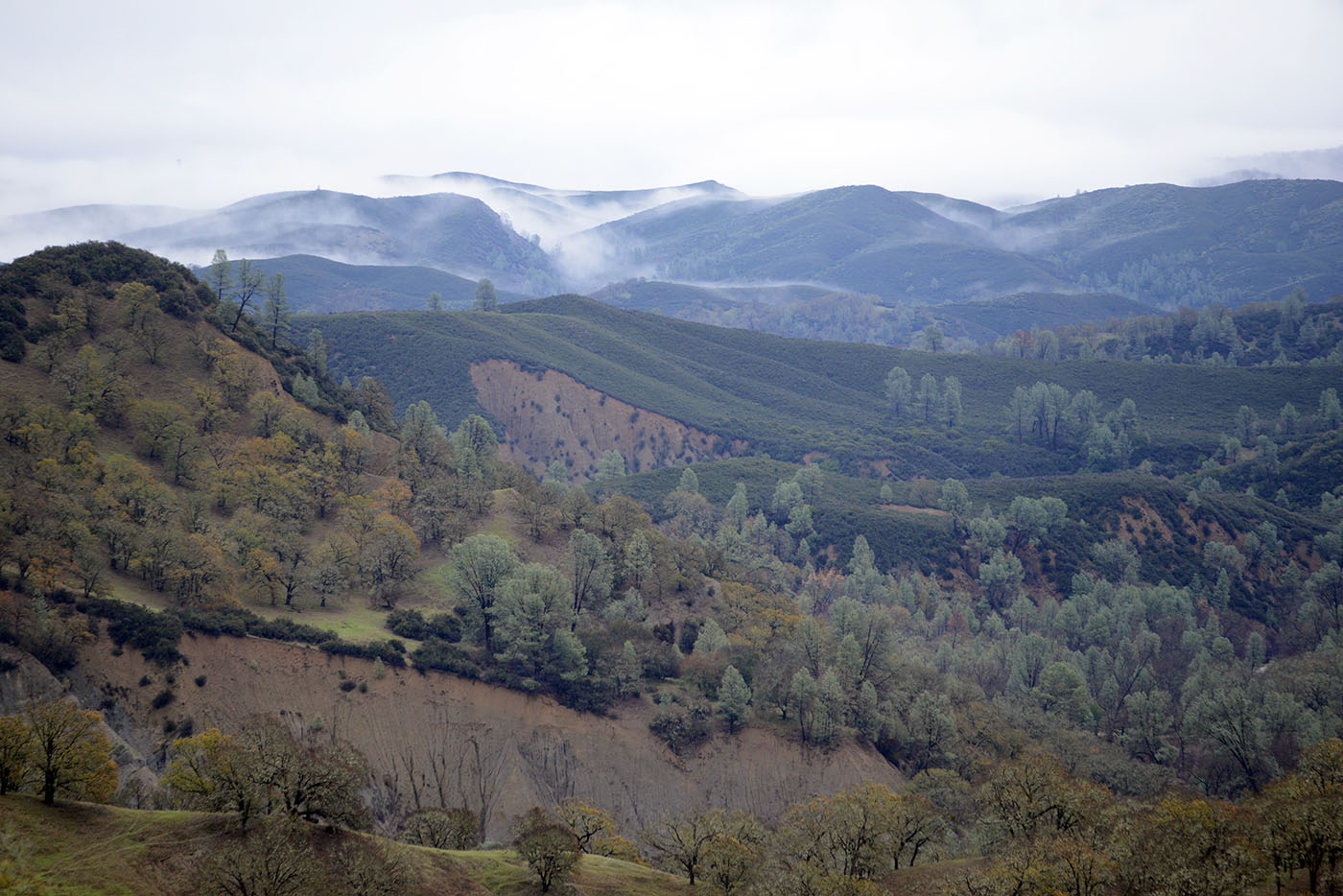
Cache Creek Wilderness im National Monument

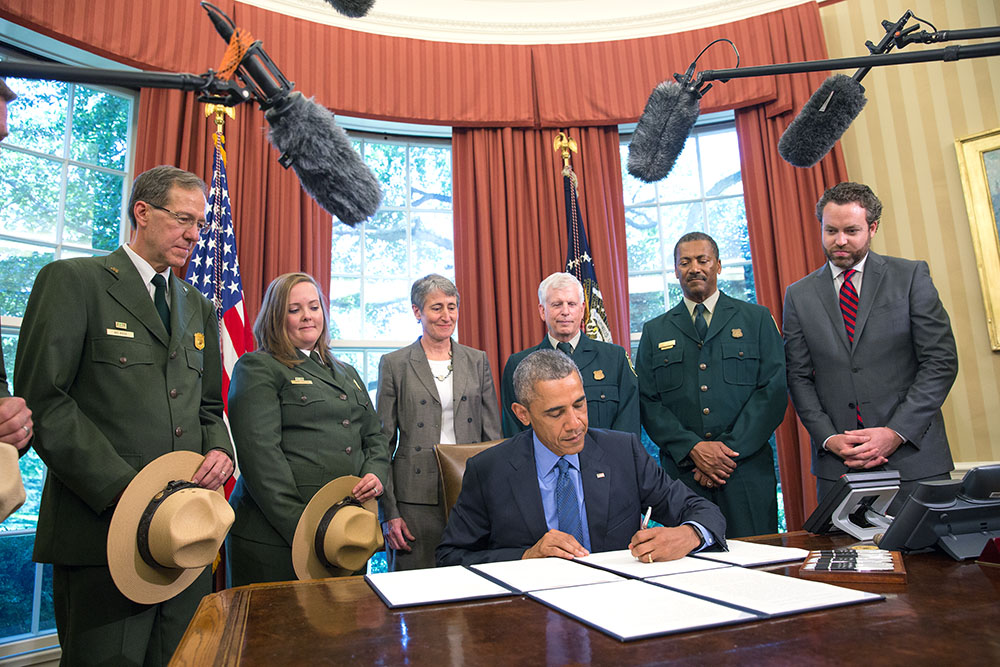
Barack Obama bei Unterzeichnung der Presidential Proclamations für drei National Monuments, darunter das Berryessa Snow Mountain National Monument

Das Berryessa Snow Mountain National Monument ist ein US-amerikanisches National Monument im Kalifornischen Küstengebirge im Norden von Kalifornien. Teile liegen in den Counties Glenn County, Lake County, Mendocino County, Napa County, Solano County, Colusa County und Yolo County. Es wurde durch Präsident Barack Obama durch eine Presidential Proclamation am 10. Juli 2015 mit einer Flächengröße von 330.780 Acres (133.860 ha) ausgewiesen. Im Norden des National Monuments liegt der Snow Mountain und im Süden der Berryessa Mountain. Das Gebiet umfasst unberührte Wildnis mit einem wichtigen Wildtier-Wander-Korridor. Das Gebiet ist ein Biodiversitäts-Hotspot, Lebensraum für seltene Pflanzen- und Tierarten. Im Schutzgebiet befindet sich ein Mosaik aus Wäldern, Graslandschaften, Feuchtgebieten und Chaparral. Das Schutzgebiet grenzt im Nordwesten direkt an den Mendocino National Forest.

## Verwaltung und Flächenbesitz des National Monuments

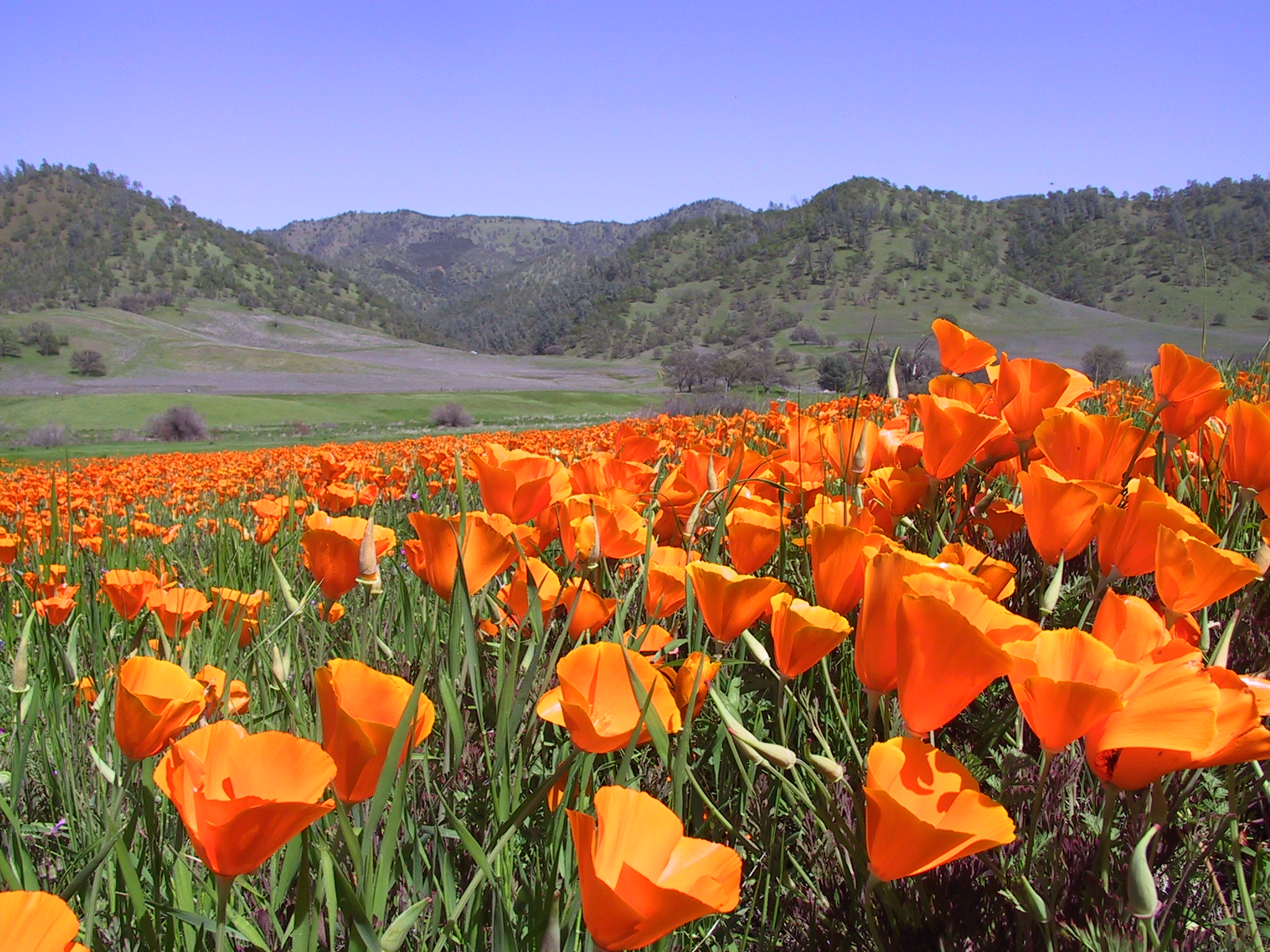
Kalifornischer Mohn, die Staatsblume von Kalifornien, im National Monument

Bereits vor der Ausweisung als National Monument war ein Teil des Gebietes als Wilderness Area Cache Creek Wilderness ausgewiesen. Das Schutzgebiet Cache Creek Wilderness blieb auch nach der Ausweisung des National Monuments unverändert bestehen.
Das Berryessa Snow Mountain National Monument steht unter der Verwaltung des Bureau of Land Management (BLM) und United States Forest Service (USFS). Die gesamten Flächen befinden sich im Bundesbesitz und wurde bereits vor der Ausweisung vom BLM und USFS betreut. Privatgrundstücke innerhalb der Grenzen des National Monumentes sind nicht Teil des Schutzgebietes. Diese Privatgrundstücke können nur Teil des National Monuments werden, sofern sie freiwillig von den Vereinigten Staaten erworben werden können. Erwirbt der Bund Privatgrundstücke innerhalb des National Monument, so werden diese Grundstücke Teil des Schutzgebietes. Die Ausweisung des National Monuments hat keinen Einfluss auf die Rechte von Eigentümern von Grundstücken, welche sich nicht im Eigentum der USA befinden im oder an den Grenzen des Schutzgebietes.
Die Schutzausweisung berührt nicht bestehende Bewilligungen für die Beweidung mit Vieh innerhalb des Gebietes und diese darf weiterhin fortgeführt werden. Das Gebiet darf weiter von Militärflugzeugen, darunter auch für Tiefflüge, genutzt werden. Militärübungen sind erlaubt, sofern sie mit der Pflege und dem Gebietsschutz vereinbar sind.

## Tier- und Pflanzenarten
Das Gebiet, insbesondere das höher gelegenen Snow Mountain-Gebiet, gehört zu den Gebieten in Kalifornien der größten biologische Vielfalt. Zahlreichen Vogel-, Säugetier-, Eidechsen-, Fledermaus-, Insekten- und Schlangenarten sind im Gebiet zu finden.
Es gibt eine ganze Reihe von Pflanzenarten die in diesem Gebiet endemisch sind wie Bent-Flowered Fiddleneck, Brittlescale, Brewer's Jewelflower, Purdy's Fringed Onion, Musk Brush, Serpentine Sunflower, Bare Monkeyflower, Indian Valley Brodiaea, Red Mountain Catchfly, Snow Mountain Buckwheat, Lake County Stonecrop, Coastal Bluff Morning Glory, Cobb Mountain Lupine, Contra Costa Goldfields, Sargent's Cypress Tree und Napa Western Flax. Im Bereich Bear Creek gibt es über 450 Pflanzenarten, darunter eine Vielfalt an Wildblumen, Zypressen, Manzanita und Weiden.
Fast die Hälfte der 108 kalifornischen Libellen- und Kleinlibellenarten sowie 16 Reptilien- und Amphibienarten, 6 seltene Insekten- und 80 Schmetterlingsarten sind hier zu finden.
Bear Creek Watershed ist ein besonders gutes Beispiel für den Serpentinit-basierten Endemismus und die Artenvielfalt mit über 450 Pflanzenarten, darunter eine prächtige Vielfalt an Wildblumen, Zypressen, Manzanita und Weiden. Fast die Hälfte der 108 kalifornischen Libellen- und Libellenarten sowie 16 Reptilien und Amphibien, 6 seltene Insekten und 80 Schmetterlingsarten sind hier zu finden.
Unter den Säugetierarten im Gebiet befinden sich Puma, Rotluchs, Fischermarder, Schwarzbär, Biber, Tule-Wapiti und Maultierhirsch. In zwei Höhlen, die nach dem Federal Cave Resources Protection Act geschützt sind, lebt das Townsend-Langohr.
Vogelarten wie Drosseluferläufer und Dreifarbenstärling leben im Schutzgebiet. Es kommen die Greifvogelarten Wanderfalke, Präriefalke, Habicht, Steinadler und Weißkopfseeadler vor. Für den Weißkopfseeadler ist das Gebiet einer der wichtigsten Überwinterungsplätze im Bundesstaat.
An den Gewässern kommen die Fischarten Pacific Lamprey, Western Brook Lamprey, Regenbogenforelle, California Roach, Sacramento Pikeminnow, Speckled Dace, Hardhead Minnow, Clear Lake Hitch, Sacramento Sucker, Prickly Sculpins und Riffle Sculpins. Die Fischarten Coastal Chinook Salmon, Northern California Steelhead und California Central Valley Steelhead sind ausgestorben.

## Menschen im Gebiet

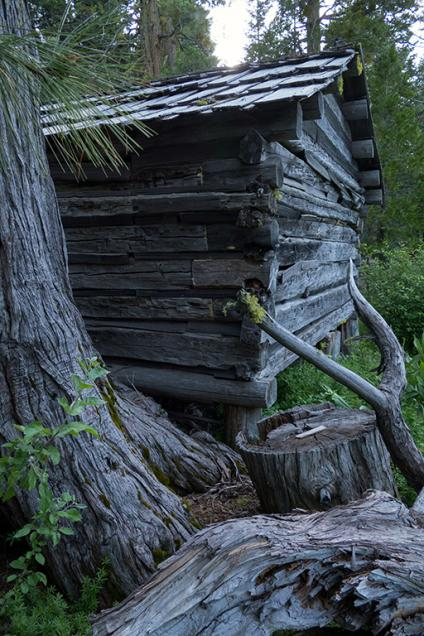
Nye Hütte

Die Indianer Amerikas bewohnen dieses Gebiet seit mindestens 11.000 Jahren. Stämme wie die Yuki, Nomlaki, Patwin, Pomo, Huchnom, Wappo, Lake Miwok und Wintum lebten dort. Es gibt zahlreiche archäologische Fundstellen wie Reste von Siedlungen, Mineraliensammelstellen, Hornsteinbrüche, in denen Steine gesammelt wurden, um Werkzeuge herzustellen und saisonalen Jagd- und Sammelcamps. Der archäologische Bezirk Cache Creek, der im National Register of Historic Places eingetragen ist, veranschaulicht die archäologische Bedeutung des Gebietes.
Im frühen 19. Jahrhundert erkundeten sowohl spanische als auch mexikanische Expeditionen die Region, ebenso wie Pelzjäger für die Hudson Bay Company. Die eigentliche Besiedlung begann im Goldrausch der 1840er Jahre. Die Landwirtschaft wurde meist als Rinder- und Schafzucht betrieben. Von Mitte bis Ende des 19. Jahrhunderts arbeiteten viele kleine Sägewerke. Von dieser Zeit geben heute die restaurierte Nye Hütte aus den 1860er Jahren und die historische Prather Mühle Zeugnis.